# Tsai Wen-yee
Dans ce nom, le nom de famille, Tsai, précède le nom personnel.
Tsai Wen-Yee (né le 29 septembre 1956) est un haltérophile taïwanais.
Il remporte une médaille de bronze olympique en 1984 à Los Angeles en moins de 60 kg ainsi qu'une autre médaille de bronze aux Championnats du monde d'haltérophilie de 1984. 